# Tóth György (labdarúgó, 1915)
Tóth György (Sándorfalva, 1915. április 24. – Budapest, 1994. szeptember 27.) válogatott labdarúgó, kapus. Fia Tóth Zoltán egyszeres válogatott labdarúgókapus.

## Pályafutása

### Klubcsapatban
14 évesen a Szegedi TK csapatában kezdett focizni. 1933 és 1937 között a Salgótarjáni SE kapusa volt. 1937-ben visszatért Szegedre. Innen került be először a válogatottba 1939-ben. A Szeged FC-vel 1940–41-ben harmadik lett a bajnokságban. 1942-ben a fővárosba szerződött, a Gammához. 1945 és 1948 között az Újpesti TE kapusa volt és három bajnokságot nyert a csapattal. Az 1948–49-es szezonban befejése után vonult vissza az MTK játékosaként.

### A válogatottban
1939 és 1948 között 15 alkalommal szerepelt a válogatottban. Hatszoros B-válogatott (1940–48), hatszoros Budapest válogatott (1945–48).

## Sikerei, díjai
- Magyar bajnokság
  - bajnok: 1945-tavasz, 1945–46, 1946–47
  - 2.: 1948–49
  - 3.: 1940–41

## Statisztika

### Mérkőzései a válogatottban
| Magyarország | Magyarország         | Magyarország                 | Magyarország | Magyarország | Magyarország | Magyarország | Magyarország | Magyarország |
| #            | Dátum                | Helyszín                     | Hazai        | Eredmény     | Vendég       | Kiírás       | Gólok        | Esemény      |
| ------------ | -------------------- | ---------------------------- | ------------ | ------------ | ------------ | ------------ | ------------ | ------------ |
| 1.           | 1939. szeptember 24. | Budapest, Üllői úti pálya    | Magyarország | 5 – 1        | Németország  | barátságos   | -            |              |
| 2.           | 1941. november 16.   | Zürich, Hardturm stadion     | Svájc        | 1 – 2        | Magyarország | barátságos   | -            |              |
| 3.           | 1942. május 3.       | Budapest, Üllői úti pálya    | Magyarország | 3 – 5        | Németország  | barátságos   | -            |              |
| 4.           | 1942. június 14.     | Budapest, Üllői úti pálya    | Magyarország | 1 – 1        | Horvátország | barátságos   | -            |              |
| 5.           | 1942. november 1.    | Budapest, Üllői úti pálya    | Magyarország | 3 – 0        | Svájc        | barátságos   | -            |              |
| 6.           | 1943. május 16.      | Genf, Charmilles Stadion     | Svájc        | 1 – 3        | Magyarország | barátságos   | -            |              |
| 7.           | 1943. június 6.      | Szófia, Junak Stadion        | Bulgária     | 2 – 4        | Magyarország | barátságos   | -            |              |
| 8.           | 1943. szeptember 12. | Stockholm                    | Svédország   | 2 – 3        | Magyarország | barátságos   | -            |              |
| 9.           | 1943. szeptember 15. | Helsinki                     | Finnország   | 0 – 3        | Magyarország | barátságos   | -            |              |
| 10.          | 1943. november 7.    | Budapest, Üllői úti pálya    | Magyarország | 2 – 7        | Svédország   | barátságos   | -            |              |
| 11.          | 1947. május 11.      | Torino, Stadio Comunale      | Olaszország  | 3 – 2        | Magyarország | barátságos   | -            |              |
| 12.          | 1947. augusztus 17.  | Budapest, Üllői úti stadion  | Magyarország | 9 – 0        | Bulgária     | Balkán-kupa  | -            |              |
| 13.          | 1947. szeptember 14. | Bécs, Práter stadion         | Ausztria     | 4 – 3        | Magyarország | barátságos   | -            |              |
| 14.          | 1948. május 23.      | Tirana, Qernal Stafa-stadion | Albánia      | 0 – 0        | Magyarország | Balkán-kupa  | -            |              |
| 15.          | 1948. október 24.    | Bukarest                     | Románia      | 1 – 5        | Magyarország | Balkán-kupa  | -            | 57'          |
|              | Összesen             |                              |              | 15           | mérkőzés     |              | 0            | gól          |